# Zanthoxylum celebicum
Zanthoxylum celebicum är en vinruteväxtart som beskrevs av Sijfert Hendrik Koorders. Zanthoxylum celebicum ingår i släktet Zanthoxylum och familjen vinruteväxter. Inga underarter finns listade i Catalogue of Life.